# Надгробни споменик трговцу Марку Ивановићу у селу Гуча
Надгробни споменик трговцу Марку Ивановићу (†1905) у селу Гуча налази се на Анђелића гробљу у селу Гуча, Општина Лучани. Подигнут је трговцу−земљоделцу, припаднику новог друштвеног слоја српског села с краја 19. века.

## Опис
Омањи споменик дискретне архитектонске профилације у облику стуба надвишеног крстом. Покривка у виду тање плоче штити га од атмосфералија. Исклесан је од ситнозрног пешчара из оближњег живичког мајдана.  На западној страни је Исусово распеће испод кога је текст епитафа. Христ је приказан у мирном ставу, фино стилизоване анатомије. Изнад главе му је круна. Декоративни Часни крст прати форму споменика, а читак рукопис текст и флорални орнаменти чине складну целину.
Споменик је добро очуван, делимично прекривен лишајем. У врху крста видљиво је удубљење за накнадно додату порцеланску слику. На Христовом телу и у урезима још увек су присутни трагови полихромије.

### Епитаф
Натпис уклесан читким словима гласи: 
Ево гроба неизбежна двора
ђе се одмара тело од умора
дична Срба МАРКА Ивановића трговца из Гуче
нашег никад не прежаљеног родитеља
и одличног земљоделца коије својим Трудом
стекао добро имање и велико Поверење
код народа и опширијо своју имовину
и остави Својој породици за успомену...
умро 1905 Год...